# 斑駁尖塘鱧
斑駁尖塘鱧（学名：Oxyeleotris marmorata），又名雲斑尖塘鱧、筍殼魚，为塘鱧科尖塘鱧屬下的一个种。在中國是一種食用魚。其种加词“marmorata”意为“大理石纹的”。該魚广泛分布于湄公河和湄南河流域以及柬埔寨、泰国、马来西亚、新加坡、印度支那、菲律宾和印度尼西亚的河流和其他水域。
成魚一般有30公分長，最大可達80公分，主要以小魚和水生昆蟲為食(每天可吃跟體重一樣的食物)。